# Georg Maurer
Pour les articles homonymes, voir Maurer.
Georg Maurer, né le 11 mars 1907 à Reghin (Sächsisch Regen) en Transylvanie, Royaume de Hongrie, et mort le 4 août 1971 à Potsdam, est un poète, essayiste et traducteur allemand. Il écrit également sous les pseudonymes de Juventus, murus et de Johann Weilau.

## Biographie
Georg Maurer, né le 11 mars 1907 à Reghin, grandit dans une famille d'enseignants plutôt pauvres. La famille s'installe à Bucarest en 1911. Il arrive en Allemagne en 1926. Il étudie l'histoire de l'art, les études allemandes et la philosophie à Leipzig et à Berlin jusqu'en 1932. Il est soldat pendant la Seconde Guerre mondiale. À partir de 1955, il est chargé de cours, puis professeur à l'Institut de littérature "Johannes R. Becher", où il exerce une influence décisive sur les auteurs de l'école de poésie saxonne : des lyriques comme Volker Braun, Sarah et Rainer Kirsch ou Karl Mickel.